# Sammlung Würth

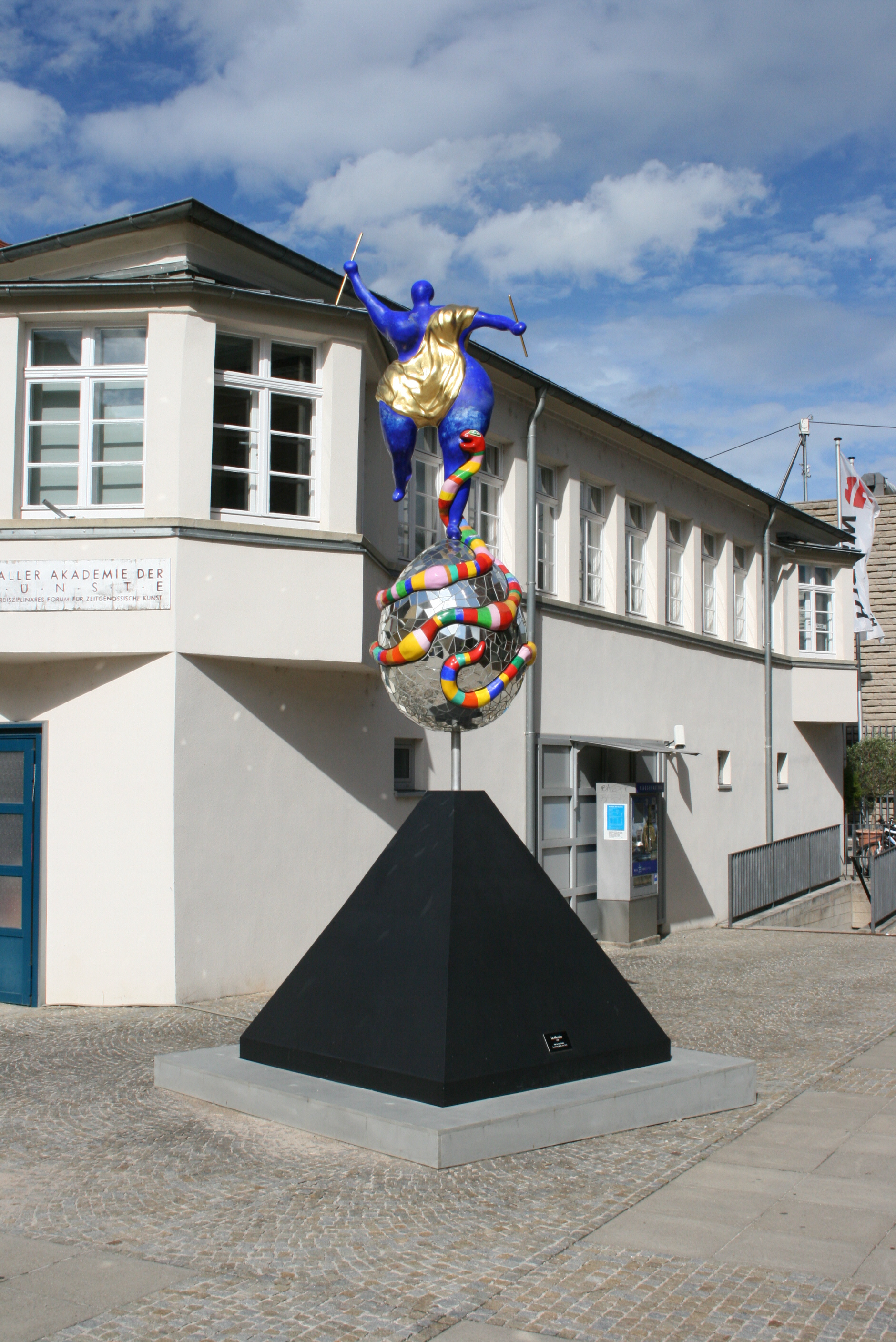
Plastik von Niki de Saint Phalle, Kunsthalle Würth, Schwäbisch Hall (Foto: 2011)

Die Sammlung Würth, angelegt von dem Unternehmer Reinhold Würth, ist eine große bedeutende Privatsammlung von Kunst der Renaissance und des 20. und 21. Jahrhunderts in Deutschland. Sie umfasst über 20.000 Werke, insbesondere der klassischen Moderne und der zeitgenössischen Kunst.

## Schwerpunkte der Sammlung

### Renaissance
Zur Sammlung zählt die Madonna des Bürgermeisters Jacob Meyer zum Hasen (auch Darmstädter Madonna) von Hans Holbein dem Jüngeren. Daneben umfassen die Bestände die 2003 aus den Fürstlich Fürstenbergischen Sammlungen erworbenen Gemälde des 15./16. Jahrhunderts. Hierunter sind Tafelbilder des Meisters von Meßkirch wie der Falkensteiner Altar, der als nationales Kulturgut gilt, und zahlreiche Werke aus der Hand Lucas Cranachs d. Ä. Im Bereich Skulptur ist Tilman Riemenschneider mit dem „Lüsterweibchen“ (um 1515) vertreten.

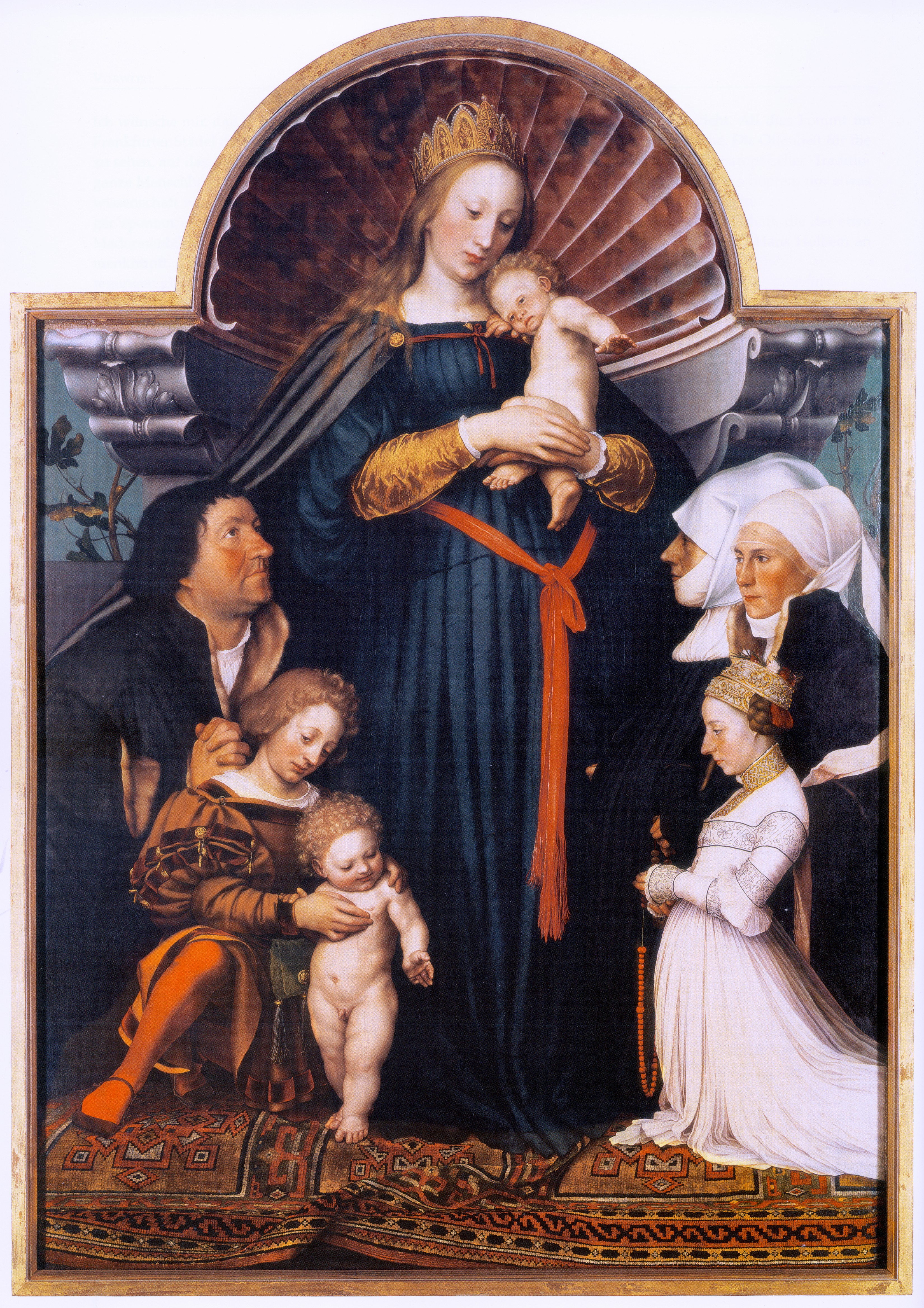
„Darmstädter Madonna“ (Madonna des Bürgermeisters Jacob Meyer zum Hasen) von Hans Holbein dem Jüngeren

### Moderne
Die Sammlung enthält Werke des Realismus und des Impressionismus, außerdem unter anderem wichtige Gemälde des deutschen Expressionismus und der Neuen Sachlichkeit von Edvard Munch, Ernst Ludwig Kirchner, Lionel Feininger bis zu Max Beckmann. Aus der Klassischen Moderne ist ferner stark vertreten der Surrealismus mit René Magritte, und der Sammlung wird der weltweit dichteste Bestand an Grafik von Max Ernst zugeschrieben. Auch Pablo Picasso zählt zu den Beständen.

### Gegenwartskunst
Zur Sammlung gehören umfangreiche Werkblöcke von Hans Arp, Horst Antes, Georg Baselitz, Max Bill und Anselm Kiefer und eines der weltweit größten Konvolute von Christo und Jeanne-Claude, die 1995 das Museum Würth in Künzelsau verhüllten.
Ein großer Schwerpunkt liegt auf internationaler Bildhauerei von Künstlern wie Stephan Balkenhol, Eduardo Chillida, Alfred Hrdlicka, Robert Jacobsen, Tony Cragg, Antony Gormley, Anish Kapoor oder Henry Moore. Auch die Installation „The Last Judgement Sculpture (1995–99)“, ein Hauptwerk Anthony Caros, gehört zur Sammlung.

## Museen und Ausstellungsorte
Die fünf Ausstellungshäuser in Deutschland werden von der Adolf Würth GmbH und Co. KG getragen: die Kunsthalle Würth und die Johanniterkirche in Schwäbisch Hall sowie das Museum Würth, das Museum Würth 2 und die Hirschwirtscheuer in Künzelsau.
Darüber hinaus haben in Europa seit 1999 zehn Kunstdependancen in Auslandsgesellschaften der Würth-Gruppe eröffnet, darunter in der Schweiz das Forum Würth Arlesheim, das Forum Würth Chur und das Forum Würth Rorschach; in Österreich in Böheimkirchen der Art Room Würth Austria. Die erste umfassende Präsentation der Sammlung Würth innerhalb Österreichs fand von April bis September 2023 im Wiener Leopold Museum unter dem Titel „Amazing – The Würth Collection“ statt. Bei der Schau wurden 200 als Highlights der Sammlung eingestufte Werke auf zwei Ebenen des Museums gezeigt.
Am 27. Januar 2008 wurde in Frankreich im Industriegebiet von Erstein das Musée Würth France Erstein eröffnet: Es zeigt auf zwei Etagen Wechselausstellungen bildnerischer und plastischer Arbeiten aus der Sammlung Würth. Erstein war ein Ausstellungsort der Experimentelle.
Daneben enthält die Sammlung die „Kunstkammer Würth“ mit Kleinskulpturen des 17. und 18. Jahrhunderts (seit 2006 im Bode-Museum in Berlin ausgestellt, 2018 war eine Auswahl im Domquartier in Salzburg zu sehen,) eine Weihnachtskrippen-Sammlung sowie eine Sammlung historischer Kfz-Mechaniker-Werkzeuge und Kfz-Ersatzteile. 2015/2016 präsentierte sich die Kollektion im Martin-Gropius-Bau in Berlin mit der Schau „Von Hockney bis Holbein – Die Sammlung Würth in Berlin“.

## Filme
- Museen Würth, Künzelsau und Schwäbisch Hall (= Museums-Check. Folge 81). Reportage, 30 Min., Moderation: Markus Brock, Produktion: 3sat. Erstausstrahlung: 11. Juni 2023.[25]